# Максим, Александру
Алекса́ндру Юлиа́н Макси́м (рум. Alexandru Iulian Maxim; 8 июля 1990, Пьятра-Нямц) — румынский футболист, полузащитник клуба «Газиантеп» и сборной Румынии.

## Клубная карьера
Максим — воспитанник академии «Эспаньола». В сезоне 2009/10 года он играл в составе «Эспаньол Б», а в сезоне 2010/11 года был арендован клубом «Бадалона». В 2011 году он перешёл в румынский клуб «Пандурий», выступающий на тот момент в Лиге I.
31 января 2013 года Максим подписал контракт с клубом Бундеслиги «Штутгарт» сроком на 4,5 года. В составе «швабов» Александру дебютировал 14 февраля 2013 года, в матче плей-офф Лиги Европы УЕФА против «Генка». 23 февраля 2013 года он дебютировал за «Штутгарт» в Бундеслиге матчем против «Нюрнберга».
Летом 2017 года Александру Максим перешел в «Майнц 05», подписав контракт до 2021 года. В первом сезоне за «Майнц 05» центральный полузащитник отыграл 22 матча и забил 2 гола в Бундеслиге.
В январе 2020 года Александру Максим на правах аренды присоединился к турецкому клубу «Газиантеп».